# میلناسیپران
میلناسیپران (با نام تجاریIxel ،Savella ،Dalcipran ، Toledomin) یک مهار کننده بازجذب سروتونین-نوراپی نفرین (SNRI) است که در درمان بالینی فیبرومیالژیا استفاده می شود. این دارو برای درمان بالینی اختلال افسردگی عمده در ایالات متحده تأیید نشده است، اما در سایر کشورها وجود دارد.